# Henryk Niedźwiedzki
Henryk Władysław Niedźwiedzki, född 6 april 1933 i Niedźwiady i Pommerns vojvodskap, död 9 februari 2018 i Warszawa, var en polsk boxare.
Niedźwiedzki blev olympisk bronsmedaljör i fjädervikt i boxning vid sommarspelen 1956 i Melbourne.